# Fürstenfeldbruck (stad)
Fürstenfeldbruck is een plaats in de Duitse deelstaat Beieren. Het is de Kreisstadt van de Landkreis Fürstenfeldbruck. De stad telt 36.843 inwoners. Een naburige stad is Germering.

## Bezienswaardigheden
- Fürstenfeldklooster. In de nabijheid van het klooster, grondgebied Puch, stierf Keizer Lodewijk de Beier tijdens een berenjacht.

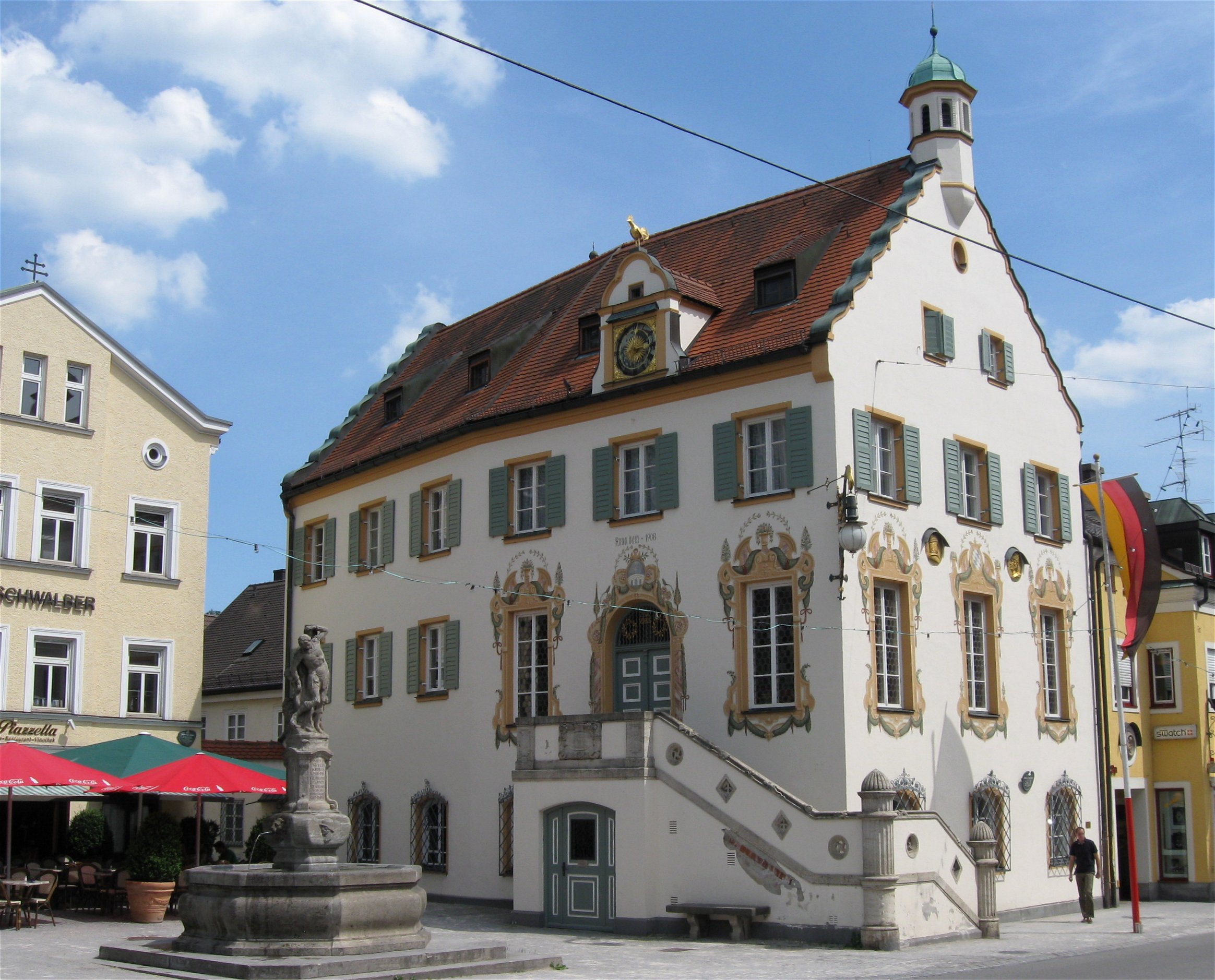
Oude Raadshuis

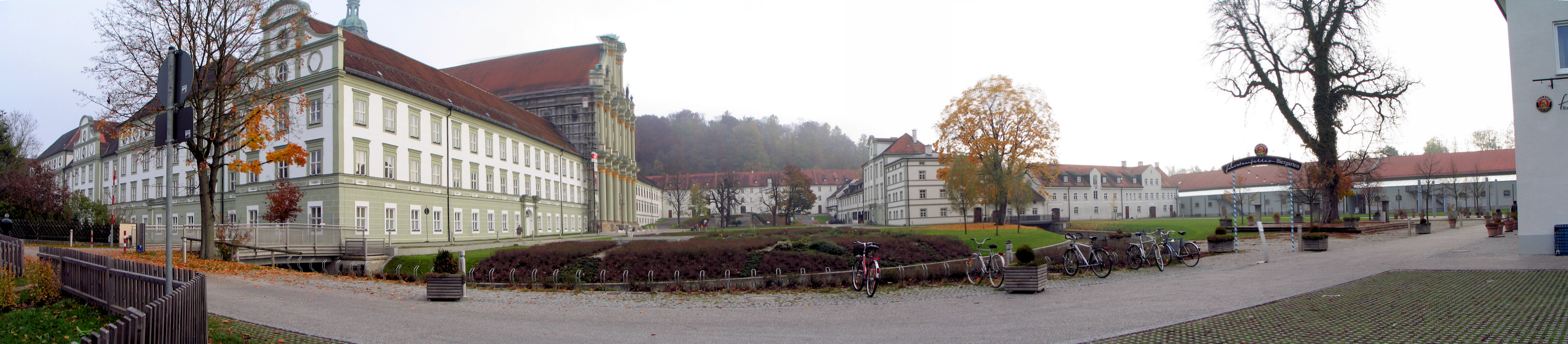
Fürstenfeldklooster

Adelshofen ·
Alling ·
Althegnenberg ·
Egenhofen ·
Eichenau ·
Emmering ·
Fürstenfeldbruck ·
Germering ·
Grafrath ·
Gröbenzell ·
Hattenhofen ·
Jesenwang ·
Kottgeisering ·
Landsberied ·
Maisach ·
Mammendorf ·
Mittelstetten ·
Moorenweis ·
Oberschweinbach ·
Olching ·
Puchheim ·
Schöngeising ·
Türkenfeld